# Sega Channel

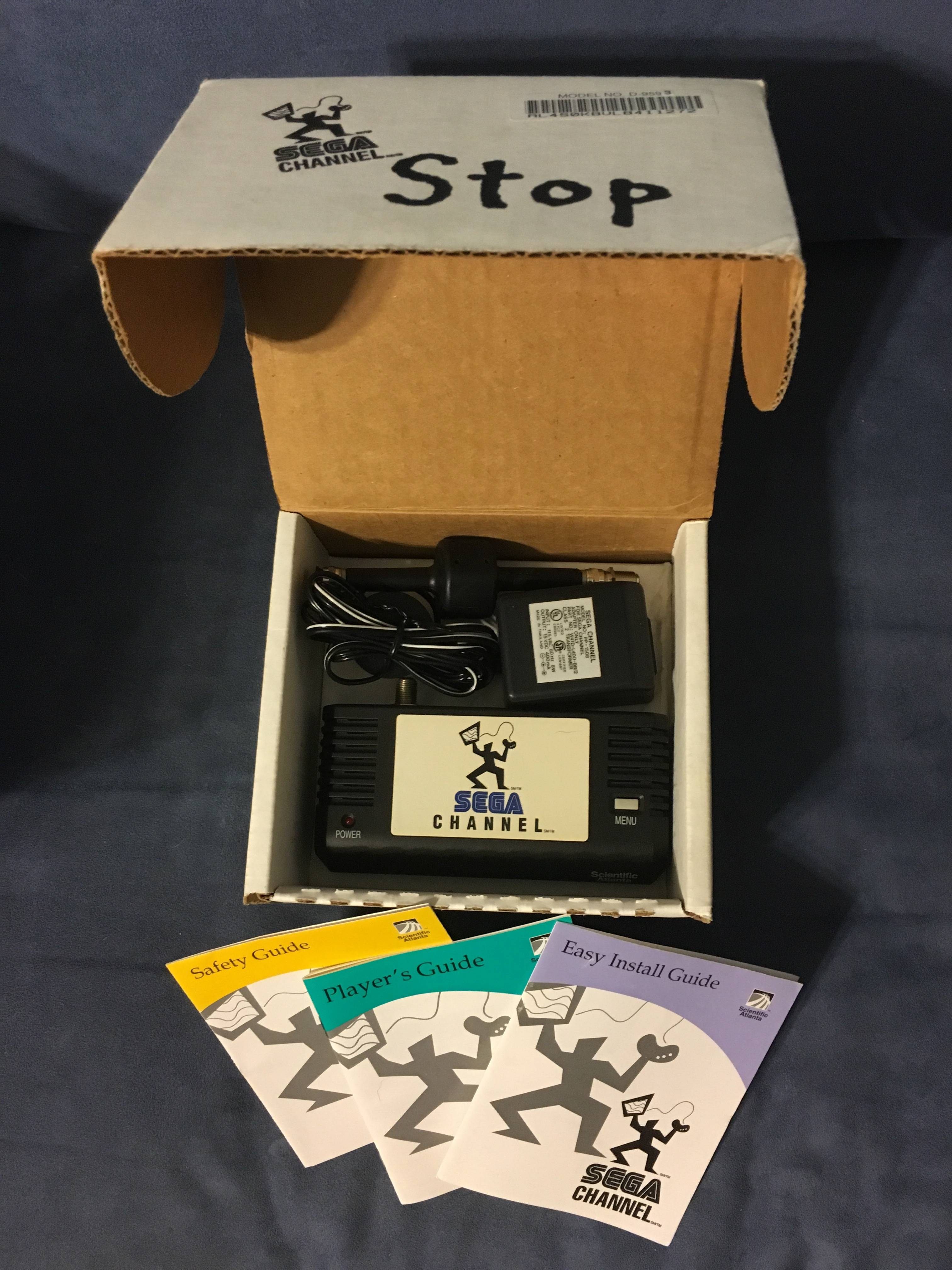
Emballage de Sega Channel

Sega Channel était un service de jeu en ligne développé par Sega pour la console de jeu Mega Drive, servant de réseau de diffusion de contenu. À partir de juin 1993, des tests marketing sont effectués, Sega Channel est fournie par Time Warner Cable et TCI à travers des services de distribution de télévision par câble par le biais d'un câble coaxial. C'était un service de pay to play à travers lequel les clients pouvaient accéder au mode en ligne des jeux Mega Drive compatibles, essayer des démos de jeux et obtenir des cheat codes.